# Subaru Justy
La Subaru Justy è un'utilitaria prodotta in varie serie dalla Subaru dal 1984 al 2011.
Dalla seconda serie in poi tutte le Justy sono state re-badge di altre vetture.

## Prima serie

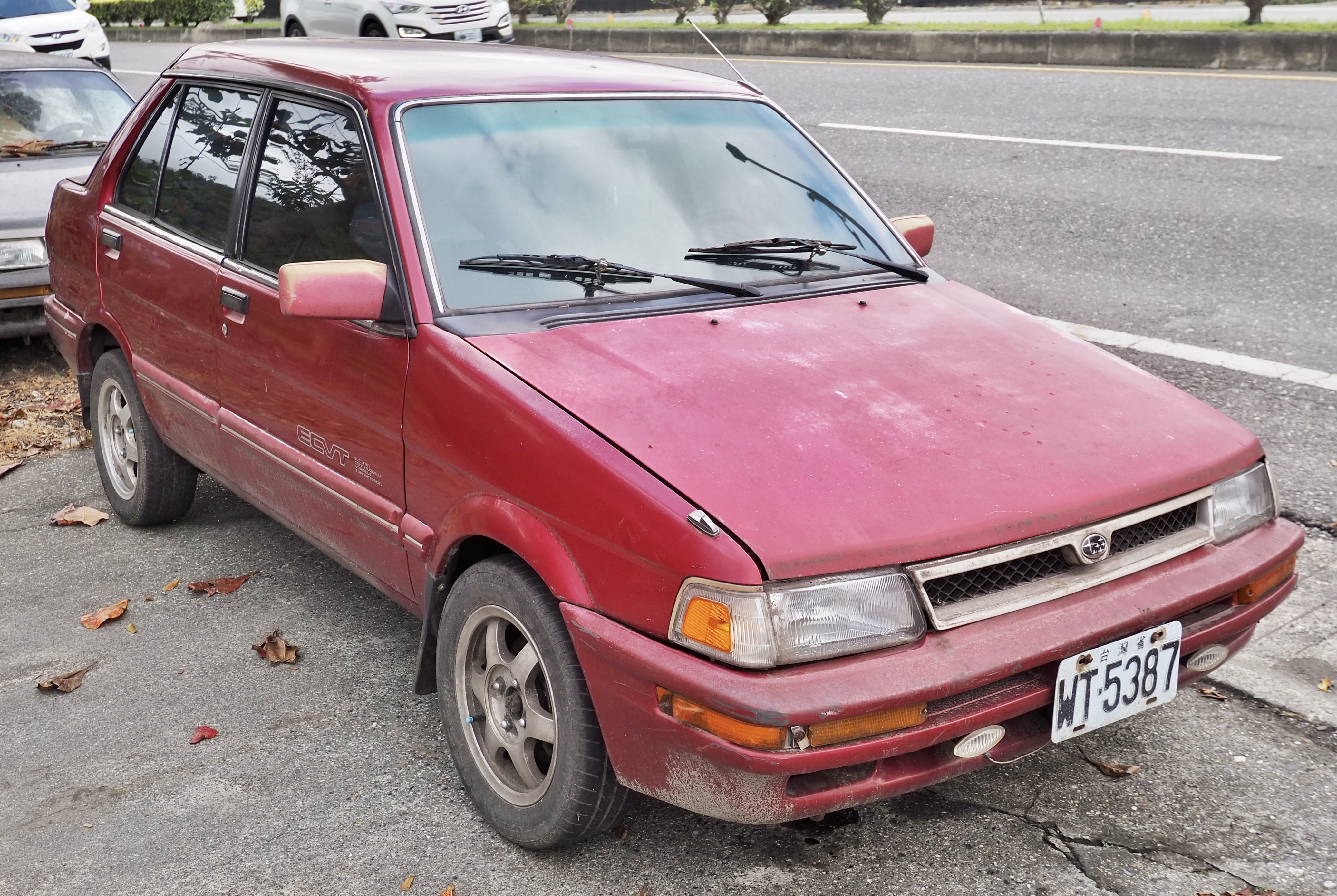
La Subaru Tutto

La Subaru Justy è nata originariamente come una versione allungata della keicar Subaru Rex e la vendita era limitata al mercato giapponese. Della vettura di origine manteneva anche diverse parti della carrozzeria. All'inizio era prodotta in soli 500 esemplari al mese a causa di forniture limitate di acciaio, ma anche quando la disponibilità di acciaio crebbe la produzione non aumentò a causa dello scarso successo di vendite e la materia prima fu destinata quasi esclusivamente alla produzione della Rex.
Nel 1987 le versioni europee e americane furono ristilizzate per adeguarsi alle concorrenti locali, mentre quella giapponese fu ristilizzata solo nel 1989. In alcuni paesi, come la Svezia, era chiamata Subaru Trendy, in altri semplicemente J-series. I motori disponibili erano due: un 1.0 denominato J10 e un 1.2, che era il più venduto e divenne in seguito l'unico installato. La trasmissione prevedeva un cambio manuale a 5 rapporti o un cambio continuo.
A Taiwan era venduta sotto forma di berlina a 3 volumi, chiamata Subaru Tutto, con un 1.2 potenziato a 80 CV. Negli Stati Uniti era venduta solo con il 1.2 ed era disponibile anche con trazione integrale e a 5 porte. In Norvegia era venduta principalmente come quattro ruote motrici con specifiche per neve e fuoristrada e con il nome Trendy.

## Seconda serie
La Subaru Justy seconda serie, in produzione dal 1995 era un re-badge della Suzuki Cultus. Era prodotta negli stabilimenti europei della Suzuki a Esztergom in Ungheria e disponibile come berlina a tre o cinque porte. Il propulsore era da 1299 cm³, inizialmente con 2 valvole per cilindro e una potenza di 68 CV, passati a 86 nel 2001 con l'adozione della testata a 4 valvole per cilindro.

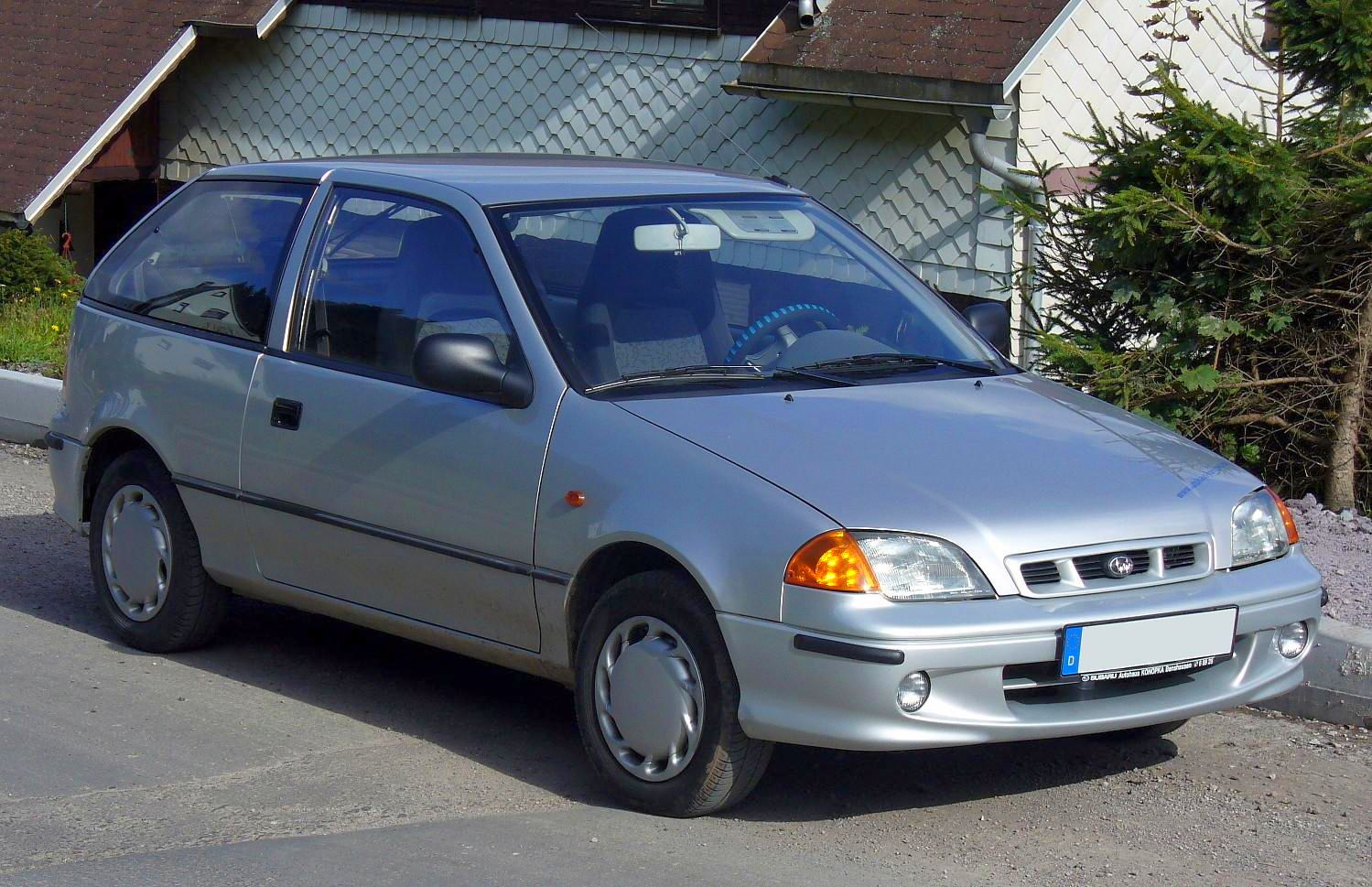
La Subaru Justy seconda serie

Le misure esterne erano aumentate a 3.845 cm di lunghezza, 1.575 di larghezza e 1.380 di altezza.

## Justy III

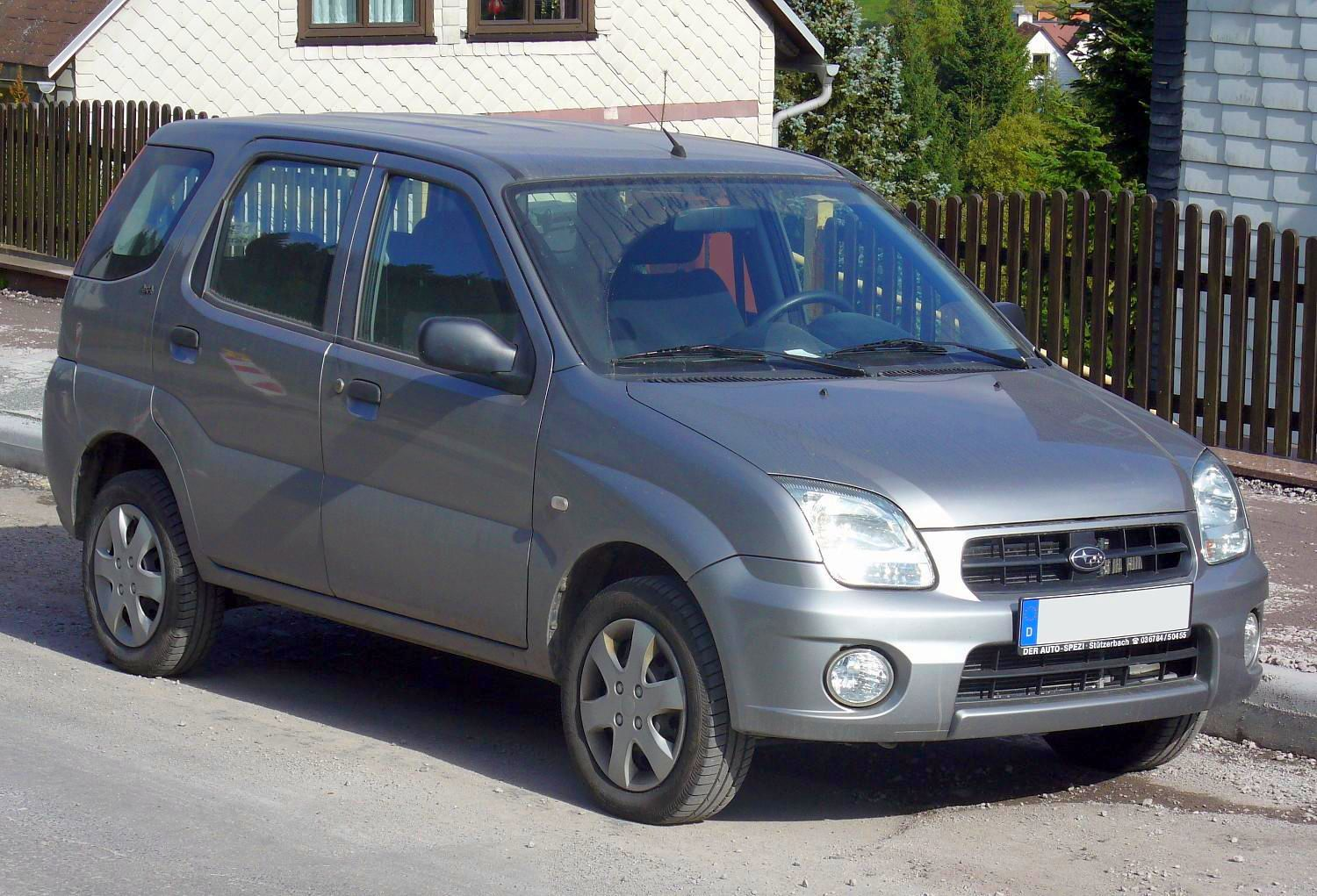
La versione G3X

La  Justy III, nota anche come Justy G3X, è stata prodotta dal 2004 al 2008 sulla stessa base della Suzuki Ignis, ed era disponibile anche con trazione integrale.
L'estetica era ora più simile a quella di una monovolume di piccole dimensioni: la lunghezza in questo caso era diminuita rispetto alla versione precedente ed era ora di 3.770 mm di lunghezza; in compenso era leggermente aumentata la larghezza, ora di 1.630 mm, e soprattutto l'altezza, arrivata a 1.605 mm.
I motori disponibili, tutti in linea con 4 valvole per cilindro, erano da 1328 cm³ e 1490 cm³ per le versioni a benzina e un 1248 cm³ alimentato a gasolio. Le potenze erogate erano rispettivamente di 94, 99 e 69 CV.
Il successo di vendite, nonostante alcune buone caratteristiche, non fu molto pronunciato e restò in vendita solamente per quattro anni.

## Justy IV

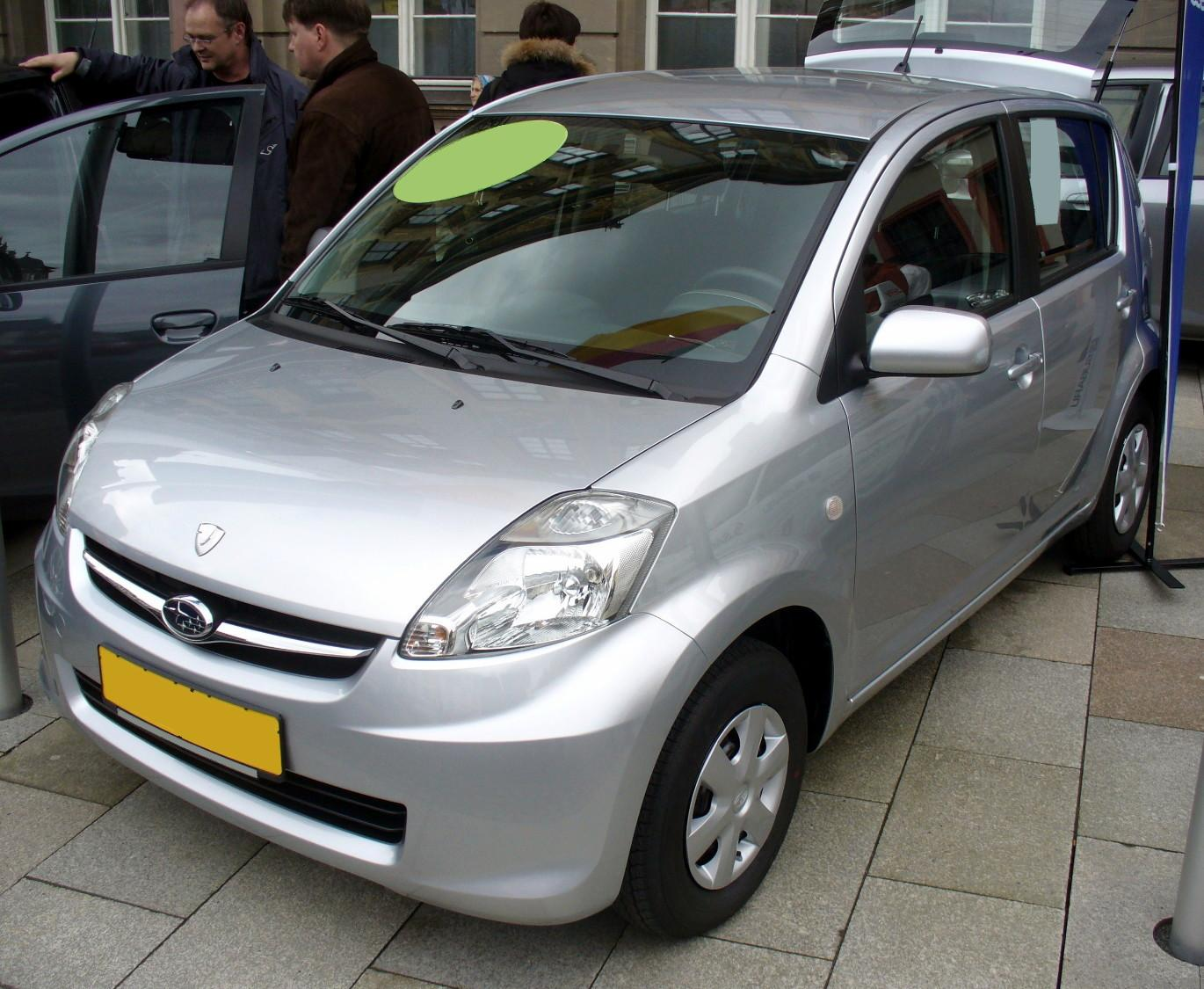
La Subaru Justy IV

La Subaru Justy IV è stata prodotta dal 2007 sulla base della Daihatsu Sirion. I motori erano ora a 3 cilindri, un 1.0 a benzina e un 1.0 a GPL.
Le dimensioni ora erano di 3610 mm di lunghezza, 1670 mm di larghezza e 1550 mm di altezza. Per la prima volta non era più disponibile con la trazione integrale ma solamente con la trazione anteriore.
La produzione della Subaru Justy terminò nel 2010, e gli ultimi esemplari furono consegnati nel 2011. Nel catalogo Subaru ne ha preso il posto la Subaru Trezia.
È stata l'ultima vettura avente il nome Subaru Justy ad essere venduta in Europa.

## Justy del 2016
Per alcuni anni il nome "Justy" non venne più utilizzato; è riapparso nell'autunno del 2016 utilizzato per un rebadging della MPV Toyota Tank, e della Daihatsu Thor.